# إكي نمرو (آيت إحيا)
إكي نمرو هو دُوَّار يقع بجماعة تنالت، إقليم شتوكة آيت باها، جهة سوس ماسة في المملكة المغربية. ينتمي الدوّار لمشيخة آيت إحيا التي تضم 24 دوار. يقدر عدد سكانه بـ 83 نسمة حسب الإحصاء الرسمي للسكان والسكنى لسنة 2004.

## روابط خارجية
- البوابة الوطنية للجماعات الترابية
- المندوبية السامية للتخطيط